# Josef Feistmantl
Josef Feistmantl, né le 23 février 1939 à Absam et mort le 10 mars 2019, est un lugeur autrichien. 

## Carrière
Josef Feistmantl a pratiqué ce sport au plus haut niveau des années 1950 aux années 1970. Il a notamment remporté un titre olympique en double en 1964 à Innsbruck (avec Manfred Stengl) et cinq médailles aux Championnats du monde dont un titre en 1969 à Königssee en individuel. Lors des Jeux olympiques d'hiver de 1976 à Innsbruck, il fut le porteur de la flamme olympique en compagnie de la skieuse alpine Christl Haas. Il a été introduit au temple de la renommée de la fédération internationale de luge de course (FIL) en 2005 en compagnie de Hans Rinn. 

## Palmarès
| Compétitions / Année    | Compétitions / Année | 1959 | 1960 | 1961 | 1962 | 1963 | 1964 | 1965 | 1966 | 1967 | 1968 | 1969 | 1970 | 1971 |
| ----------------------- | -------------------- | ---- | ---- | ---- | ---- | ---- | ---- | ---- | ---- | ---- | ---- | ---- | ---- | ---- |
| Jeux Olympiques d'hiver | Individuel           |      |      |      |      |      |      |      |      |      |      |      |      |      |
| Jeux Olympiques d'hiver | Double               |      |      |      |      |      | 1er  |      |      |      |      |      |      |      |
| Championnats du monde   | Individuel           | 2e   |      |      |      |      |      |      |      | 3e   |      | 1er  | 2e   | 3e   |
| Championnats du monde   | Double               |      |      |      |      |      |      |      |      |      |      |      |      |      |